# 荀法尚
荀法尚（?—?），南朝陈颍川郡颍阴县（今河南省许昌市）人，荀朗的儿子。
荀法尚少年俶傥，有文武才干，以江宁县县令起家。袭父爵兴宁县侯，陈宣帝太建五年（573年），随吴明彻北伐，授通直散骑侍郎，历任泾县令、梁郡太守、安城郡太守。陈后主祯明年间，为都督郢、巴、武三州诸军事、郢州刺史。隋军攻陈朝，荀法尚举州降隋汉东道元帅秦王杨俊。在隋朝，荀法尚历任邵州、观州、绵州、丰州四州刺史，巴东郡、敦煌郡二郡太守。

## 延伸阅读
[在维基数据编辑]
 《陳書·卷13》，出自姚思廉《陳書》